# Исчезновение Шарлин Даунс

Фотография исчезнувшей Шарлин Даунс

Шарли́н Да́унс (англ. Charlene Downes род. 1989, Блэкпул, Великобритания) — девочка, пропавшая без вести 1 ноября 2003 года, в возрасте 14 лет. Проживала в Блэкпуле, приморском городе в Северо-Западной Англии. В последний раз она была замечена в центре города. Полиция Ланкашира считает, что её могли убить спустя несколько часов после её исчезновения.
В мае 2007 года были задержаны двое мужчин. Одного из них подозревали в убийстве, другого в пособничестве в избавлении от тела, однако присяжные решили провести повторное судебное заседание, и в апреле 2008 они были освобождены из-под стражи за недостатком доказательств в причастности к исчезновению Шарлин.
Полиция также считает, что Шарлин до её исчезновения могла подвергаться длительному сексуальному насилию одного или двух мужчин. Полиция опросила 3 000 жителей города, в ходе чего выяснилось, что она, как и другие девочки, обменивали секс на еду, сигареты и внимание со стороны преступников. Жертвами злоумышленников могли стать до 60 местных девочек.
1 августа 2017 был задержан 51-летний мужчина по подозрению в убийстве девочки, но через несколько дней был отпущен. Было выделено вознаграждение в размере 100 000 фунтов стерлингов за информацию по поимке преступника или преступников, либо о местоположении её тела.

## Предпосылки
Даунс жила на Бьюкенен-стрит в городе Блэкпул с её родителями — Карэн и Робертом Даунс, братом и двумя сёстрами. Семья переехала в Блэкпул из западного Мидленда, региона Англии, в 1999 году. Шарлин посещала школу Святого Георгия. В суде её описали как счастливого ребёнка, но с весьма «хаотичным» поведением, проявляющимся после неудач на учёбе. Согласно отчёту полиции, Шарлин могла подвергаться сексуальному насилию, как и ещё 60 девочек из Блэкпула, некоторым из них было всего 11 лет. Преступники в обмен на секс давали девочкам еду из фаст-фуда и сигареты.

## Последнее появление
Мать Шарлин — Карэн Даунс разговаривала с дочерью в последний раз ранним вечером в субботу 1 ноября 2003 года в центре Блэкпула. Шарлин была одета в чёрные джинсы с изображением золотого орла спереди, чёрный джемпер и чёрные сапоги. Полиция также добавляет, что она могла быть одета в белый кардиган или топ с капюшоном.

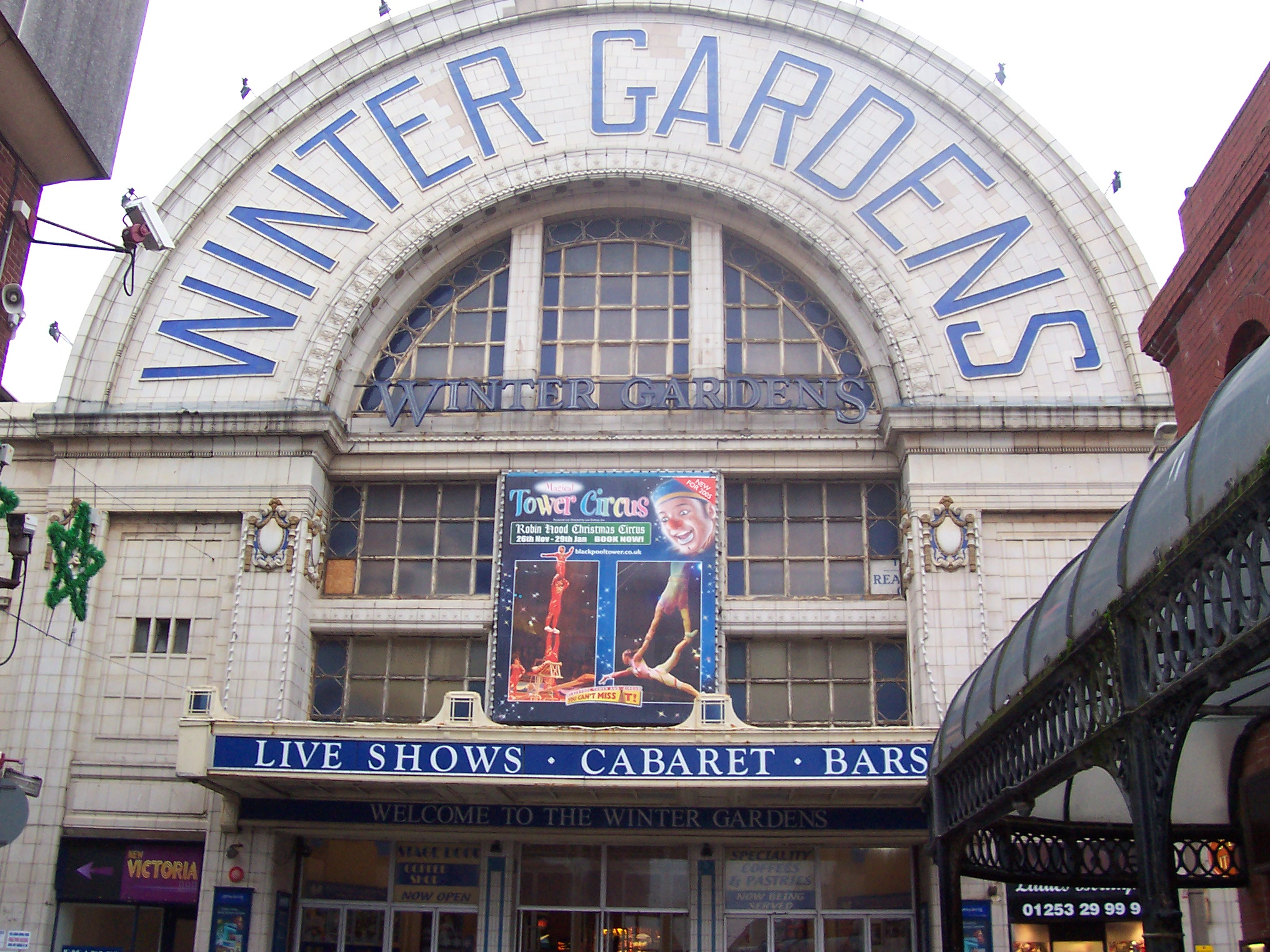
Торговый центр, в сторону которого шла Шарлин в день последнего появления

Около 18:45 вечера Карэн была на Черч-стрит и раздавала листовки индийского ресторана. Тогда она встретила Шарлин и одну из её других дочерей — Ребекку. Они втроём немного поговорили. Ребекка говорила, что направляется домой, а Шарлин в свою очередь сказала, что собирается на встречу с подругами. Она позвонила им из телефонной будки, после чего она с мамой ждала, пока они не приехали. Карен видела, как девочки уходили вместе в сторону торгового центра «Зимний сад». Это был последний раз, когда Карэн видела свою дочь. 
Друзья провели немного времени вместе, после чего Шарлин встретила ещё одного друга около 21:30 и они вместе пошли в карусельный бар на северный пирс. В 11 часов вечера компания разошлась, и на перекрёстке Диксон-роуд и Талбот-роуд, на магистрали в центре города, девочка попала на камеры видеонаблюдения вместе с неопознанной женщиной в возрасте 30 лет с окрашенными светлыми волосами и пальто. По словам друга Шарлин, она покинула бар и вернулись в центр города около 10 вечера. Ее друг последний раз видел ее около 11 вечера близ перекрёстка Диксон-роуд и Талбот-роуд.

## Судебные разбирательства
После того, как полиция приняла решение рассматривать исчезновение Даунс как убийство, по этому делу было произведено несколько арестов, и в мае 2007 года двух человек представили перед судом. Сторона обвинения утверждала в Престонском Королевском суде, что 20-летний мужчина из Иордании и владелец ресторана быстрого питания Funny Boyz Ияд Альбаттихи был убийцей Шарлин. Мохаммед Ревеши, бизнес-партнер Альбаттихи, обвинялся в избавлении от её тела. По версии обвинения, Альбаттихи занимался изнасилованием Даунс. Обвинение утверждало, что мужчины обсуждали избавление от её тела, помещая кусочки его в кебабы, которые они продавали в своём ресторане.
Присяжные не смогли вынести вердикт. Было приказано провести повторное судебное разбирательство, запланированное на апрель 2008 года, но были выявлены серьезные ошибки в уликах, из-за чего Королевская прокуратура не могла представить никаких доказательств, и мужчины были освобождены. Оба подсудимых получили компенсации в размере около 250 000 фунтов стерлингов за незаконный арест. В 2011 году Альбаттихи был осужден за нападение после удара головой 18-летней девушке.
После доклада независимой комиссии по рассмотрению жалоб на действия полиции один из участвующих детективов, сержант Ян Бисант, был признан виновным в неправомерном поведении и ему пришлось уйти в отставку, но полицейский Арбитражный суд отменил решение. В 2014 адвокат Бисанта сказал, что детектив подала в суд на это решение и потребовала компенсацию в размере до 500 000 фунтов стерлингов.
1 августа 2017 года полиция арестовала 51-летнего мужчину из Престона, который жил в Блэкпуле во время исчезновения Даунс, по подозрению в её убийстве. Через два дня его освободили.

## Реакция общественности

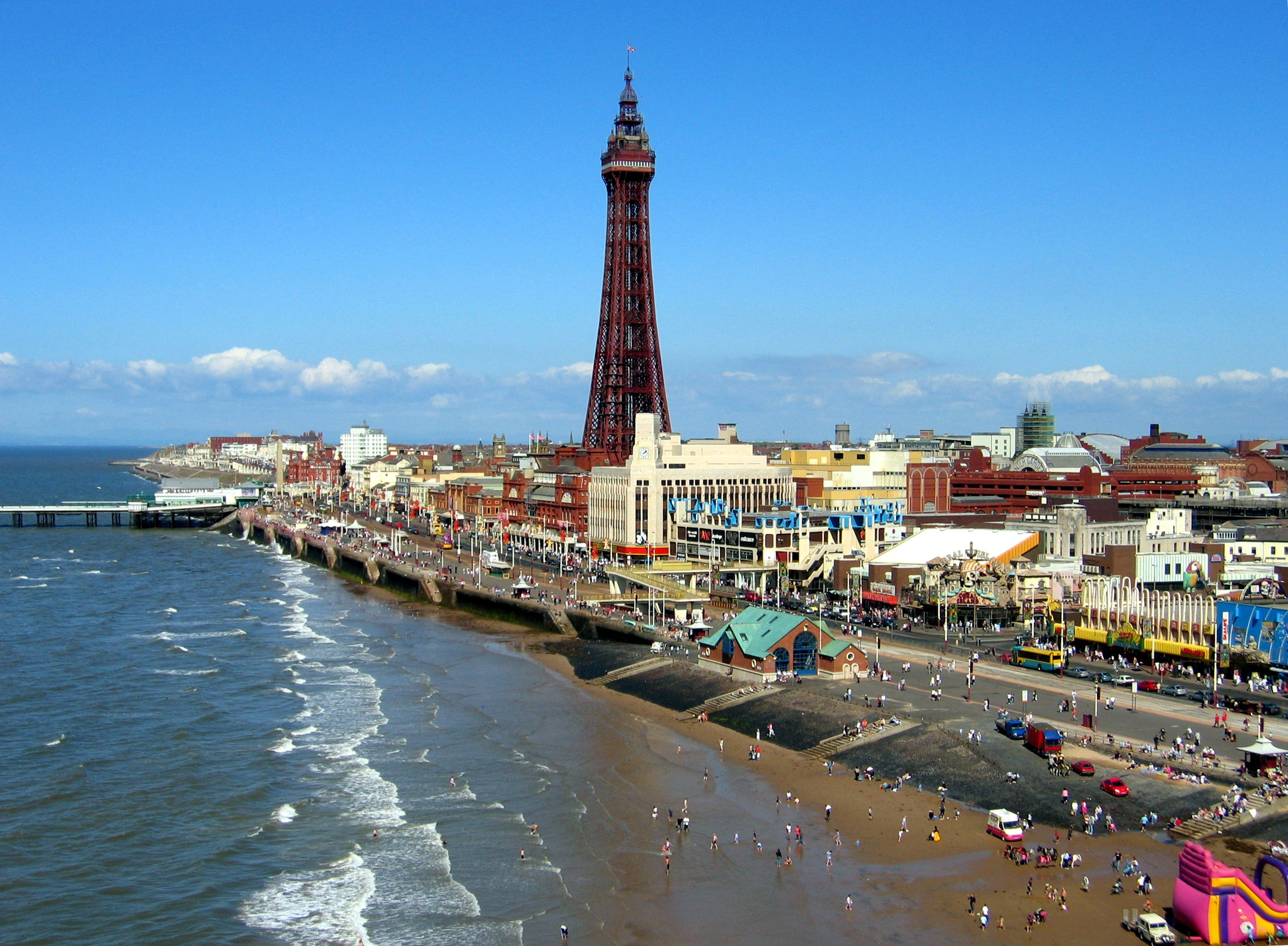
Башня на набережной Блэкпула

Согласно полицейскому отчету, сотрудники 11 магазинов на вынос в центре города ухаживали за десятками девушек в возрасте 13—15 лет, давая им сигареты, еду и алкоголь взамен на секс. Мик Грэдвелл, бывший детектив полиции Ланкашира, сказал, что полицейское расследование по приставаниям к детям в Блэкпуле, Блэкберне и Бернли было „затруднено политической корректностью“, согласно сообщению издательства The Daily Telegraph, потому что девочки были белыми, а преступники — чернокожими.
Исчезновение Даунс стало предметом программы BBC One Panorama — «Девочка, которая исчезла», которая вышла 10 ноября 2014 года. В декабре 2014 года BBC Crimewatch организовал реконструкцию последнего появления Даунс, и полиция предложила награду в размере 100 000 фунтов стерлингов за информацию, ведущую к суду над убийцей или нахождению тела.

## Семья Шарлин после её исчезновения
В апреле 2008 года, через неделю после неудачной попытки пересмотра дела, Карен Даунс ударила ножом своего мужа во время ссоры. Раны были незначительными, и он отказался выдвигать обвинения в суд, заявив, что она была расстроена беспокойством и разочарованием. 
В марте 2009 года сестра Даунс, Эмма, была обвинена в нападении с расовыми отягчающими обстоятельствами на брата подсудимого, которому было предъявлено обвинение в убийстве Шарлин. Она утверждала, что ее нападение на брата мужчины никогда не было мотивировано расовыми соображениями. Ее приговорили к общественным работам. 
В 2012 году младший брат Даунса признался в суде в том, что ударил человека, который столкнулся с обвинением в том, что помог избавиться от ее тела. Ему назначили штраф и условное наказание.